# Fatale Tanga
Fatale Tanga (angleško Nymphadora Tonks) je izmišljen lik iz serije fantazijskih romanov o Harryju Potterju britanske pisateljice J. K. Rowling. Je aurorka na ministrstvu za čaranje in članica Feniksovega reda.
Je tudi metamorfag, kar pomeni, da lahko svoj izgled po volji spreminja. Poroči se z Remusom Wulfom. Dobita sina Teddya. V zadnjem boju, ko Harry Potter porazi Mrlakensteina, Fatale Tanga in Remus Wulf umreta.